# فيليسيان روبس
كان فيليسيان فيكتور جوزيف روبس (7 يوليو 1833- 23 أغسطس 1898) فنانًا بلجيكيًا ارتبط اسمه بالرمزية ونهاية القرن الباريسية. كان رسامًا ورسام تصاميم وكاريكاتير وصانع طبعات مبدع غزير الإنتاج، ولا سيما في النقش (التنميش والحفر المائي). رغم أنه لم يكن شهيرًا بين عامة الناس، حظي روبس باحترام كبير بين زملائه ولاحقه الناشرون والمؤلفون والشعراء في عصره واحتفوا به بصفته رسام تصاميم، وقدم أغلفة أمامية وتصاميم لجولز باربي دوريفيلي وشارل بودلير وشارل دو كوستر وثيوفيل غوتيار وجوري كارل هويسمان وستيفاني مالارميه وجوزيفين بيلادان وبول فيرلان وفولتير والكثير غيرهم. يُذمر اليوم لمطبوعاته ورسوماته التي توضح الأدب المثير والغامض في تلك الفترة، على الرغم من أنه أنتج لوحات زيتية تضم مناظر طبيعية وبحرية أيضًا ولوحات أنواع عرضية. يُعترف بروبس على أنه أحد رواد القصص المصورة البلجيكية.

## سيرته

### طفولته وتعليمه (1833- 1857)
وُلد روبس في 7 يوليو 1833 في نامور ببلجيكا، وهو الابن الوحيد لسوفي موبيل ونيكولاس روبس. كانت عائلة روبس برجوازية ميسورة الحال، وتجمع ثروتها من صناعة المنسوجات. تلقى فيليسيان تعليمه في المنزل على أيدي مدرسين خصوصيين حتى عمر العاشرة، ثم في 1843، سُجل في مدرسة يسوعية محلية للسنوات الخمس التالية. تشهد قدرته على تلاوة مقاطع طويلة من الإنجيل باللغة اللاتينية على تعليمه الجيد وذكائه، رغم أن التقارير أشارت إلى أنه حتى في وقت المدرسة كان قد «بدأ بالسماح للخيال بالهيمنة على تفكيره» وتلقى شكاوى بخصوص «شغفه برسم كاريكاتورات خليعة لمعلميه». توفي نيكولاس روبس في 1849. بعد بعض الخلافات بين روبس ووالدته بخصوص توجيه مستقبل تعليمه، وصلا إلى تسوية، وسُجل في يونيو 1849 في إعدادية أثينيه بنامور بينما كان يرتاد في نفس الوقت أكاديمية الفنون الجميلة هناك.
في عام 1851، انتقل روبس إلى بروكسل وبدأ دراسة القانون في جامعتها. لكنه بحلول عام 1853، كان يرتاد أكاديمية سانت لوك حيث درس الرسم وطور مهارته بصفته رسامًا يعمل مع النماذج الحية، والتقى آخرين مثل لوي أرتان، وكونستانتين مونييه، وشارل دو غو، وانخرط في البيئة البوهيمية المحلية. كان في هذا الوقت أن بدأ بتقديم الرسوم الكاريكاتورية والرسوم المتحركة والطباعة الحجرية الساخرة لمجلات الطلاب، ولا سيما لو كروكودايل التي عادت عليه ببعض الشهرة. في 1856، تطور روبس، رفقة فيكتور هالو (واسمه المستعار فيكتور دو لا هيسباي) وشارل دو كوسيه من المجلات الطلابية وأنشؤوا جريدتهم الخاصة، ذا أويلينشبيغل، وهي مراجعة فنية وأدبية ساخرة أسبوعية كان يساهم فيها بطباعة حجرية واحدة أو اثنتين في الإصدار، ما بلغ مجموعه أكثر من 180، وعزز سمعته.

### بداية حياته المهنية في بلجيكا، وزواجه (1857- 1870)
في يونيو 1857، تزوج روبس من شارلوت بوليه دو فافو، وهي ابنة القاضي الثري ومالك قلعة ثوزيه (انظر الروابط الخارجية أدناه) في الريف قرب بلدة ميتيه ببلجيكا. في السنوات القليلة الأولى في ثوزيه، تمتع روبس بحياة سيد ريفي مريحة، ولاحق شغفه في الرسم وعلم النبات، حتى أنه أسس نادي تجديف في 1862، وهو النادي البحري الملكي في سامبري وموسي. أشاد بحماه في رسائله. أنجب روبس وزوجته ابنًا سمياه بول في 1858، وابنة سمياها جوليت في 1859، توفيت في عمر الخامسة. تخلى روبس عن منصبه الإداري في أويلنشبيغل لكنه استمر في المساهمة بالرسوم المتحركة والتوضيحية حتى عام 1862. رسم رسومًا توضيحية لعدد من كتب دي كوستر بما فيها الأساطير الفلمنكية (1858)، وحكايات برابانت (1861) وأسطورة أويلنشبيغل (1867). صار منزله ملتقى للفنانين والأدباء والناشرين والأصدقاء. أُسست الجمعية الحرة للفنون الجميلة في بروكسل عام 1868 وشغل روبس منصب نائب رئيسها لعدة سنوات. بحلول الستينيات، صار يسافر كثيرًا ويقسم وقته بين قلعة ثوزيه ونامور وبروكسل وباريس كل عام، مطيلًا إقامته في باريس قلب عالم الفن والأدب، ومنقصًا إياها في قلعة ثوزيه ونامور مع زوجته وعائلته مع انقضاء العقد.
في عام 1862، درس النقش مع فيليكس براكيمون وجولز فيرديناند جاكمار في باريس وصار مجربًا لا يتعب في تقنيات النقش. في السنوات اللاحقة، طور مع صديقه آرمان راسينفوس طريقة جديدة في ورنيش الأرضيات الناعمة سمياها «روبسنفوس». توقف نشاطه بصفته مصمم مطبوعات حجرية بحلول عام 1865، وعلى الرغم من استمراره في الرسم الزيتي، صار النقش وسطه الأساسي. أنتج 34 غلافًا أماميًا لكتب نُشرت بين 1864 و1870 وأسس جمعية النحاتين الدولية قصيرة العمر (1869- 1871).

### علاقته بشارل بودلير (1862- 1867)
كتب بودلير المديح التالي لروبس:
سخر كل بلاغتك.../ لتقول كم يعجبني/ السيد روبس الغريب ذلك/ الذي قد لا يكون جائزة روما الأولى/ لكنه يحمل موهبة عظيمة/ تضاهي عظمة أهرامات كيوبس.
صمم روبس الغلاف الأمامي لكتاب بودلير ليزيباف (الحطام) ومجموعة قصائد من ليفلور دو مال (أزهار الشر) خضعت للرقابة في فرنسا، وبالتالي نُشرت في بلجيكا. التقى روبس لأول مرة بناشر بودلير أوغست بوليه مالاسيس في 1862 وقُدم لاحقًا إلى شارل بودلير في نهاية حياة الشاعر. نشأت صداقة بينهما وزار بودلير عائلة روبس في قلعة ثوزينه في عدد من المناسبات وسافروا معًا في مناسبة واحدة على الأقل. في رسالة (25 أغسطس 1886) يناقش فيها كتابات بودلير، كتب روبس: «عشت عامين مع بودلير، وغالبًا ما خدمته سكرتيرًا، ولم أرَه يستشير قاموسًا قط. لم يمتلك واحدًا، ولم يرغب بامتلاك واحد... وكان يقول ’إن الرجل الذي يبحث عن كلمة في قاموس يشبه المجند الذي يبحث في جربنديته عن خرطوش عند تلقيه الأمر بإطلاق النار». في رسالة إلى إدوار مانيه (11 مايو 1865)، كتب بودلير: «روبس هو الفنان الحقيقي الوحيد (بالمعنى الذي أفهم به، وحدي ربما، كلمة فنان)، الذي رأيته في بلجيكا». بحلول عام 1866، كان كل من بودلير وبوليه مالاسيس في بلجيكا، في المنفى الذي اختاروه لأنفسهم يتهربون من الدائنين. وذكر بودلير أن روبس وبوليه مالاسيس هما الشخصان الوحيدان اللذان «خففا حزنه في بلجيكا».
كان في زيارة نامور، في مارس 1866، أن ظهر أول أعراض الحبسة والخزل الشقي على بودلير. دعا روبس بودلير وبوليه مالاسيس لزيارة مسقط رأسه، حيث رأى بودلير كنيسة سانت لوب الباروكية في نامور (انظر الروابط الخارجية أدناه) وأعجب بها، واصفًا إياها «بتحفة الروائع اليسوعية»، وذكر أن النوافذ ذات الزجاج الملون أضاءت الداخل «كمنصة نعش رهيبة وبهيجة». انهار بودلير على الأرض بينما كانوا يبدون إعجابهم بالنحت على كراسي الاعتراف هناك. لم يتعاف بودلير تمامًا وتوفي في أغسطس 1867 عن عمر بلغ 46 عامًا.